# 2097
2097 — 2097 рік нашої ери, 97 рік 3 тисячоліття, 97 рік XXI століття, 7 рік 10-го десятиліття XXI століття, 8 рік 2090-х років.

## Очікувані події
- 26 квітня відбудеться часткове затемнення Місяця.